# Cladaster rudis
Cladaster rudis är en sjöstjärneart som beskrevs av Addison Emery Verrill 1899. Cladaster rudis ingår i släktet Cladaster och familjen ledsjöstjärnor. Inga underarter finns listade i Catalogue of Life.